# Eurotiales
Eurotiales es un orden de hongos ascomicetos, llamados mohos verde y azul. Los hongos filamentosos de este orden pueden formar mohos en panes y frutas, el más conocido es el género Penicillium del cual se obtuvo la penicilina. Incluye también un grupo de hongos terrestres similares a las trufas capaces de formar ascocarpos. 
Los hongos de este orden son generalmente saprofitos, pero también hay algunos que son parásitos. El orden contiene 3 familias, 49 géneros y 928 especies.

## Taxonomía
Se clasifican de la siguiente manera:
- Elaphomycetaceae
  - Elaphomyces
  - Pseudotulostoma
- Trichocomaceae
  - Aspergillus
  - Byssochlamys
  - Capsulotheca
  - Chaetosartorya
  - Chaetotheca
  - Chromocleista
  - Citromyces
  - Cristaspora
  - Dendrosphaera
  - Dichlaena
  - Dichotomomyces
  - Edyuillia
  - Emericella
  - Erythrogymnotheca
  - Eupenicillium
  - Eurotium
  - Fennellia
  - Hamigera
  - Hemicarpenteles
  - Neocarpenteles
  - Neopetromyces
  - Neosartorya
  - Paecilomyces
  - Penicilliopsis
  - Penicillium
  - Petromyces
  - Phialosimplex
  - Rasamsonia
  - Sagenoma
  - Sagenomella
  - Sclerocleista
  - Sphaeromyces
  - Stilbodendron
  - Talaromyces
  - Thermoascus
  - Torulomyces
  - Trichocoma
  - Warcupiella
- Monascaceae
  - Allescheria
  - Backusia
  - Basipetospora
  - Eurotiella
  - Fraseriella
  - Monascus
  - Physomyces
  - Xeromyces